# Rayman Legends
Rayman Legends ist ein erstmals 2013 von Ubisoft veröffentlichtes Computerspiel, entwickelt vom hauseigenen Studio Ubisoft Montpellier. Als direkter Nachfolger zu Rayman Origins, stellt es den fünften Titel der Rayman-Hauptreihe dar.
Erstmals auf der Electronic Entertainment Expo 2012 angekündigt, sollte Rayman Legends 2013 als Exklusivtitel zum Start der Wii U erscheinen, wurde dann letztlich allerdings auch für Windows, PlayStation 3, PlayStation Vita und Xbox 360 umgesetzt und im Spätsommer 2013 veröffentlicht. Dem folgten im Frühjahr 2014 Umsetzungen für PlayStation 4 und Xbox One sowie 2017 die Rayman Legends Definitive Edition für die Nintendo Switch.
Von Kritikern wurde Rayman Legends herausragend positiv aufgenommen. Es erhielt zahlreiche Auszeichnungen und wurde mitunter als eines der besten Jump ’n’ Runs bezeichnet.

## Spielprinzip
Rayman Legends knüpft spielerisch an den Vorgänger Origins an, wobei man alleine oder im Mehrspielermodus die comichaften, zweidimensionalen Levels bestreitet, Geschicklichkeitspassagen meistert, Gegner bekämpft und Lums (verniedlichte Geisterwesen, „Glühwürmchen“, die inhaltlich als Belohnung und Sammelobjekte dienen) sammelt. Je nach Anzahl der gesammelten Lums, sowie der befreiten, versteckten Teensies (deutsch: Kleinlinge), von denen es meist elf pro Level gibt, erhält man nach Abschluss Belohnungen wie Bronze-, Silber- oder Goldpokale und Glückslose, mit denen man „Kuscheltiere“, weitere Lums oder Levels aus Rayman Origins gewinnen kann. Von diesem befinden sich 40 modifizierte Levels im Spiel. In jeder Welt kann man zwei Prinzessinnenschwestern befreien, die einem fortan als spielbarer Charakter zur Verfügung stehen. Murfy steht in manchen Abschnitten zur Verfügung, wobei dieser (je nach System per Touchpad) simultan gesteuert wird, jedoch auch wahlweise von einem Mitspieler gesteuert werden kann. Insgesamt bietet das Spiel 23 spielbare Charaktere, die sich auch spielerisch unterscheiden. Je nach Konsolenversion, gibt es auch exklusive Figuren, etwa den Super-Mario-Rayman für die Wii U, oder den Assassinen-Rayman für die PlayStation 3 und PlayStation 4.
Einschließlich der Origins-Levels, bietet das Spiel 120 Levels, darunter auch fordernde „Heimgesucht“-Levels, die ein möglichst schnelles und fehlerfreies Absolvieren verlangen. Der Schwierigkeitsgrad der Levels, in die man durch Sprünge in Gemälde gelangt, wird durch die Anzeigen von einem bis fünf Totenköpfen dargestellt. Die Levels orientieren sich dabei an verschiedenen Welten, themengebunden etwa nach Mittelalter, einer Lucha-Libre-Welt, Unterwasser-Agenten-Thematik oder Lava-Drachen-Levels.
Besonderes Lob erhielten auch die Musiklevels des Spieles, die rhythmisch zu Coverversionen bekannter Lieder wie Black Betty, Eye of the Tiger, Woo Hoo oder Antisocial bestritten werden. Als deutschsprachiger Erzähler dient im Spiel Ernst-August Schepmann.
Neben der alleine oder per lokalem Mehrspieler absolvierbaren Kampagne, bietet Legends das lokale Mehrspielerminispiel Kung Foot, eine Fußballvariante, sowie einen Onlinemodus, mit täglich und wöchentlich wechselnden Herausforderungen. Eigene Ergebnisse und Erfolge können dabei weltweit gemessen und verglichen werden.

## Handlung
Das Spiel knüpft an den Vorgänger Rayman Origins an. Seitdem sind allerdings hundert Jahre vergangen, die die Helden Rayman und Globox, sowie die Teensies, schlafend verbrachten. In dieser Zeit konnten sich die Albträume jedoch vermehren und der böse Teensie-Magier, der das Vorgängerspiel überlebte, teilte sich in fünf Persönlichkeiten auf, besetzte die Welten und nahm zehn Kriegerprinzessinnen gefangen. Von Murfy, einer Art fliegendem Frosch, werden die Helden geweckt, um die Welten zu befreien und die Prinzessinnen zu retten. Nach ihrer Rettung werden diese ebenfalls zu spielbaren Charakteren, darunter Barbara, die Barbarenprinzessin, wobei diese mit Äxten und Schwertern bewaffnet sind. Besiegte böse Magier werden dabei auf den Mond geschossen, wo diese von Bewohnern gepiesackt werden.

## Entwicklung
Arbeitstitel des Spieles war schlicht Rayman Origins 2, das laut Ubisoft Drachen, Vampire, Geister und erneut Level wie Land der wandelnden Seelen beinhalten sollte. Obwohl bereits am 27. April 2012 ein Trailer des Spieles geleakt wurde, wurde Rayman Legends erst auf der Electronic Entertainment Expo 2012 offiziell für die Wii U vorgestellt. Noch auf der Gamescom 2012 wurde diese Exklusivität als Wii-U-Launchtitel bestätigt, mit einer geplanten Veröffentlichung am 26. Februar 2013. Mit der Verschiebung der Veröffentlichung auf September dieses Jahres wurden von Ubisoft auch die Versionen für PlayStation 3 und Xbox 360 bekannt gegeben. Am 1. August 2013 kündigte Ubisoft an, dass Wii-U-Besitzer, die bis zum 28. August 2013 die Rayman Legends Challenges App heruntergeladen haben, als „Entschädigung“ einen exklusiven spielbaren Charakter erhalten sollten.
Als Spielengine verwendet Rayman Legends die eigene UbiArt Framework, die bereits beim Vorgänger, wie auch bei Child of Light und Valiant Hearts: The Great War genutzt wurde. Als Smartphone-Spiel wurde in Anlehnung an Rayman Legends am 7. November 2013 Rayman Fiesta Run, entwickelt von Pastagames, für iOS und Android veröffentlicht. Die Konsolenumsetzungen für PlayStation 4 und Xbox One profitierten von der stärkeren Hardware, was sich in saubereren und schärferen Texturen, wie auch fehlenden Ladezeiten widerspiegelte.
Laut Ubisoft verkaufte sich Rayman Legends bis November 2013 rund eine Million Mal und blieb damit hinter den Erwartungen. Ein Jahr später bestätigte Ubisoft allerdings, dass das Spiel ein Dauerbrenner sei und zufriedenstellende Verkäufe einfahre.

## Rezeption
| Magazin / Webseite   | Wertung    |
| -------------------- | ---------- |
| Metacritic (Wii U)   | 92 %       |
| Metacritic (XOne)    | 91 %       |
| Metacritic (PS3)     | 91 %       |
| Metacritic (PS4)     | 90 %       |
| Metacritic (X360)    | 90 %       |
| Metacritic (PC)      | 89 %       |
| Metacritic (PSV)     | 87 %       |
| Metacritic (NS)      | 84 %       |
| GameStar             | 85 %       |
| GamePro (NS)         | 89 %       |
| GamePro (PS3/X360)   | 88 %       |
| Eurogamer (PS3/X360) | 9 von 10   |
| 4Players (PS4/XOne)  | 90 %       |
| PC Games (PS4)       | 91 %       |
| Edge (PS4/XOne)      | 9 von 10   |
| GameSpot (PS3/X360)  | 9 von 10   |
| IGN (PS3/X360/WiiU)  | 9,5 von 10 |
| M! Games (PS3)       | 87 %       |

Von Kritikern und der Fachpresse wurde das Spiel sehr positiv aufgenommen. Dies sowohl in Bezug auf den Umfang, die Spielbarkeit, Grafik und Leveldesign, wie auch der Musik, die von Rock und Metal, über Mariachi-Klänge, Klassik, Rockabilly und mittelalterlich anmutender Folkmusik, bis hin zu Musik reicht, die an Filmmusik klassischer Agentenfilme oder Italowestern erinnert. David Houghton von Gamesradar nennt Rayman Legends „unglaublich“ und „brillant“. Es sei ein vollendetes 2D-Jump 'n' Run, viel besser als jedes Sonic- oder Mario-Spiel. Teilweise wurde jedoch von Spielern, wie beim Vorgänger die Feen, die Sexualisierung der Prinzessinnen bemängelt.

„Rayman Legends ist (…) legendär gut! Man merkt an allen Ecken und Enden, dass hier Entwickler mit viel Leidenschaft für klassische Jump-n-Runs am Werk waren. Ob nun das traumhafte Design, die albernen Animationen, der große Umfang oder die coolen Musik-Levels: Das Spiel sprüht förmlich vor Abwechslung und guter Laune. Auch die lange Entwicklungszeit hat dem Spiel offenbar gut getan. Die Abschnitte sind bemerkenswert gut ausbalanciert – frustige Bosskämpfe oder Fluchtsequenzen tauchen diesmal nicht auf. Trotzdem gibt es jede Menge knallharte Herausforderungen für Profis. (…) Rayman Legends baut zwar lediglich auf einem altbekannten Spielprinzip auf, perfektioniert dieses aber auf eindrucksvolle Weise!“

„Generell ist das Spiel der Hammer: Wunderschöne Zeichentrickgrafiken voller witziger Details und der famose, nicht minder ulkige Musikeinsatz runden den enorm abwechslungsreichen Hüpfer ab.“

„Rayman Legends ist eines der wenigen Spiele, die es vermögen diese gewisse kindliche Freude in mir auszulösen. Es spielt sich super, das Leveldesign ist großartig und die Musik schlichtweg genial. Zwar haben mich gewisse Frust-Passagen öfters mal ins Gamepad beißen lassen, aufgeben wollte ich dennoch nie, denn dafür macht das Jump & Run einfach zu viel Laune. Allein der alberne abgedrehte Humor ist es wert, Raymans neues Abenteuer zu beenden. Jeder, der auch nur einen Hauch Sympathie für das Genre hat, muss dieses Spiel besitzen. Punkt.“

„Trotz der vielen künstlerischen, kulturellen und musikalischen Highlights steht das jetzt noch abwechslungsreichere Spielgeschehen im Mittelpunkt: Ubisoft hat sich geniale Überraschungen einfallen lassen und bereits bekannte Elemente mit neuen Eingebungen veredelt. (…) Dank des pfiffigen Helfers Murfy ist zudem mehr Aufmerksamkeit gefragt, da man selbst im Einspieler-Modus mehrere Bildschirmbereiche im Auge behalten muss bzw. zwei Figuren gleichzeitig bedient: Da hat man oft kaum Zeit, den vielen Humoreinlagen und versteckten Elementen Beachtung zu schenken. Auch, weil Ihr manche Kleinlinge beim ersten Versuch erreichen müsst, besitzen die Levels insgesamt einen vorbildlichen Wiederspielwert. (…) Wechselnde Online-Herausforderungen halte ich jedoch für eine prima Abwechslung zur Handlung.“